# Bouvron (Loira Atlántico)
 Bouvron  es una población y comuna francesa, situada en la región de Países del Loira, departamento de Loira Atlántico, en el distrito de Châteaubriant y cantón de Blain.

## Demografía
| 2278 | 2285 | 2295 | 2334 | 2402 | 2411 |
| Para los censos de 1962 a 1999 la población legal corresponde a la población sin duplicidades (Fuente: INSEE [Consultar]) |      |      |      |      |      |

## Historia
El 11 de mayo de 1945 en el hipódromo del municipio, capituló la última división alemana en suelo francés.